# Robert Obsieger

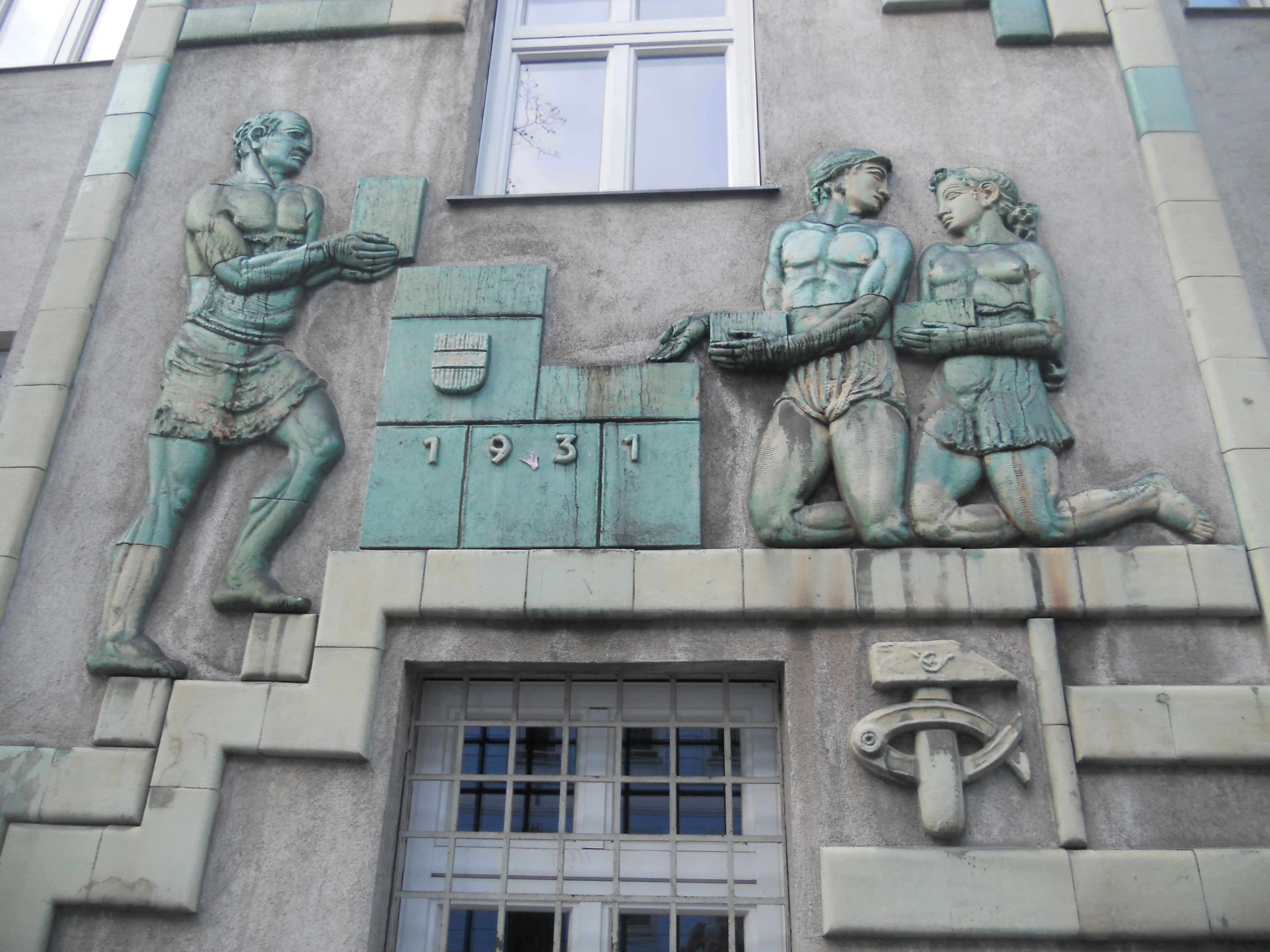
Gerl-Hof

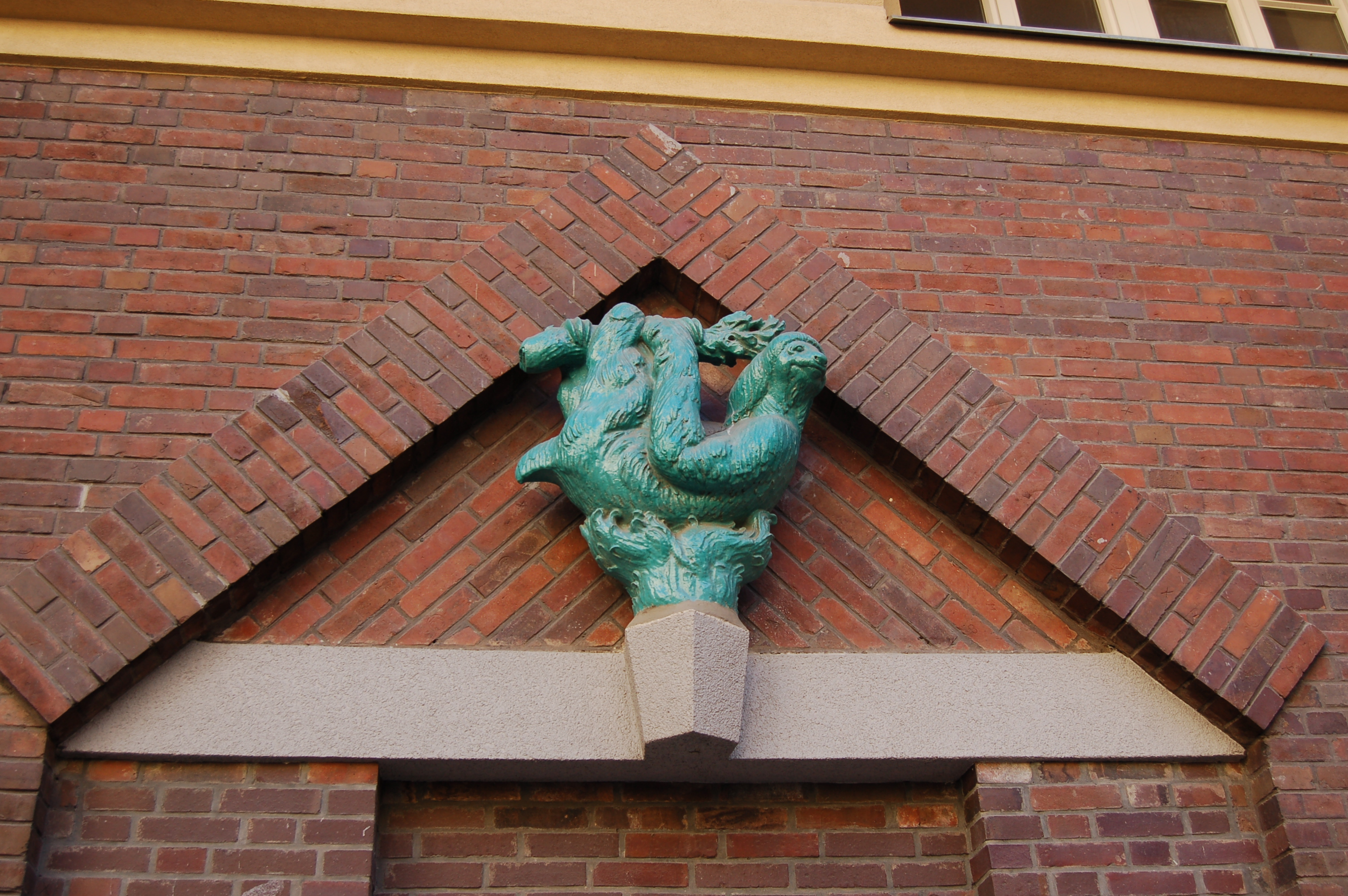
Faultierplastik im Dr.-Friedrich-Becke-Hof

Robert Obsieger (* 23. September 1884 in Lundenburg, Südmähren; † 27. November 1958 in Wien) war ein österreichischer Bildhauer und Keramiker.
Obsieger lehrte an der „Werkstättenschule für Keramik“ und war vor allem im Rahmen der Aktion Kunst am Bau im Rahmen von Wohnhausanlagen beschäftigt. Für den „Dr. Friedrich-Becke-Hof“, Wien 16, Thalheimergasse 32–38 (1926) gestaltete Obsieger beispielsweise bizarr-expressionistische keramische Tafeln und Tier-Plastiken. Obsiegers Reliefs an der städtischen Wohnhausanlage Gerl-Hof (Wien-Brigittenau, 1931) können als exemplarischer Versuch der Umsetzung programmatischer Inhalte der Arbeiterbewegung gelten. Sie thematisieren – in Anlehnung an die Wohnbaukantate von Josef Luitpold Stern – Arbeit, Freude, Spiel und Muße, allerdings stilistisch orientiert an Vorbildern der klassischen Antike und des alten Orients. Obsieger erhielt 1952 den Preis der Stadt Wien für Bildende Kunst (Sparte: Angewandte Kunst).
Er beantragte am 22. März 1940 die Aufnahme in die NSDAP und wurde zum 1. April desselben Jahres aufgenommen (Mitgliedsnummer 7.982.295). Er wurde in der Zeit des Nationalsozialismus Rektor der Universität für angewandte Kunst Wien.
Er wurde am Wiener Zentralfriedhof bestattet.